# Ustilaginomycotina
Ustilaginomycotina (лат.) — подотдел грибов отдела Базидиомикота. В составе подотдела около 1500 видов. Считаются облигатными паразитами в основном растений, и только род Malassezia паразитирует на животных.